# Barra do Guarita
Barra do Guarita là một đô thị thuộc bang Rio Grande do Sul, Brasil. Đô thị này có diện tích 64,59 km², dân số năm 2007 là 2969 người, mật độ 45,97 người/km².